# چوپان‌کند
چوپان‌کند (به ترکی آذربایجانی: Çobankənd) یک منطقهٔ مسکونی در جمهوری آذربایجان است که در شهرستان گدابیگ واقع شده‌است. چوپان‌کند ۱٬۸۰۲ نفر جمعیت دارد.